# Аљано (Лука)
Аљано (итал. Agliano) је насеље у Италији у округу Лука, региону Тоскана.
Према процени из 2011. у насељу је живело 113 становника. Насеље се налази на надморској висини од 728 м.